# Ebru Gündeş

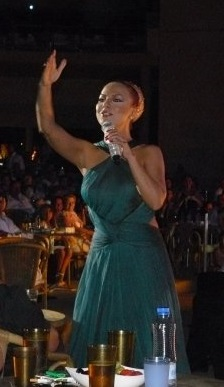
Ebru Gündeş in Antalya (2011)

Ebru Gündeş (* 12. Oktober 1974 in Istanbul) ist eine türkische Sängerin der arabesken Musik.

## Leben und Wirken

### Kindheit und Jugend
Ebru Gündeş wurde in Istanbul geboren und ging in Ankara in die Schule. Danach zogen ihre Eltern wieder nach Istanbul, wo sie ihre schulische Ausbildung wegen finanzieller Probleme einstellen musste. Schon früh entdeckte man die Qualität ihrer Stimme. In jungen Jahren nahm einer ihrer Verwandten sie mit zu Neşe Demirkat, einer Teilhaberin des Plattenlabels Raks Neşe Müzik. Neşe Demirkat war von ihrer ausdrucksstarken Stimme so beeindruckt, dass sie Ebru den Musikproduzenten Koral Sarıtaş und Selçuk Tekay vorstellte.

### Karriere
Gündeş erstes Album mit dem Namen Tanrı Misafiri nahm sie 1993 auf. Dieses Album war sehr erfolgreich. 1994 wurde sie vom Musiksender Kral TV zur besten weiblichen Sängerin der türkischen Kunstmusik gewählt. Produziert wird sie von Koral Sarıtaş, dem Inhaber der Firma Marş Müzik. 1996 wurde sie erneut von Kral TV als beste Sängerin der türkischen Volksmusik ausgezeichnet. Von 2013 bis 2016 war sie Jurymitglied der türkischen Castingshow O Ses Türkiye.
In ihrer bisherigen Musiklaufbahn machte sie mit zahlreichen Hits wie Demir Attım, Fırtınalar, Sen Allah'ın Bir Lütfusun, Çingenem, Vazgeçmem, Sen Yoluna Ben Yoluma, Harika oder Âşık auf sich aufmerksam.

### Persönliches
Ebru Gündeş war in dritter Ehe mit Reza Zarrab verheiratet, der in den Korruptionsskandal in der Türkei 2013 verwickelt war und im März 2016 wegen des Vorwurfes der Geldwäsche in Miami angeklagt und inhaftiert wurde.

## Diskografie

### Alben
- 1993: Tanrı Misafiri
- 1994: Tatlı Bela
- 1995: Ben Daha Büyümedim
- 1996: Kurtlar Sofrası
- 1998: Sen Allah'ın Bir Lütfusun
- 1999: Dön Ne Olur
- 2001: Ahdım Olsun
- 2003: Şahane
- 2004: Bize De Bu Yakışır
- 2006: Kaçak
- 2008: Evet
- 2011: Beyaz
- 2012: 13,5
- 2014: Araftayım
- 2019: Âşık
- 2022: Ebru Gündeş Söylüyor 1 (Konzeptalbum)
- 2023: Aşığım Hâlâ

### Kompilationen
- 2013: 10 Muhteşem Yıl Box Set

### EPs
- 2017: Akustik

### Singles
| - 1993: Demir Attım - 1993: Tanrı Misafiri (Original: Fairuz – Tarik El Nahl) - 1993: Gel Diyemem - 1993: Her Şey Seni Hatırlatıyor - 1993: Hayret Bir Şeysin - 1993: Aman Kimseler Duymasın - 1993: Yaralım - 1994: Ben Aşkı Ölümsüz Bilenlerdenim - 1994: Tatlı Bela - 1994: Gül Koklarmıyım? - 1994: Şıp Sevdi - 1994: Hoşgörsen - 1994: Gurur - 1994: Ölü Bir Deniz - 1994: Bana Öyle Gel - 1995: Fırtınalar - 1995: Çok Mu Gördünüz - 1995: Sevme Yanarsın - 1995: Ben Daha Büyümedim - 1995: İki Gözüm İki Bulut - 1996: Deli Divane - 1996: Yakışıklı - 1996: Sırnaşık Sevgilim - 1997: Aldırma Gönül - 1998: Sen Allah'ın Bir Lütfusun - 1998: Erkekler - 1998: Karayağızım - 1999: Dön Ne Olur - 1999: Annem İçin - 1999: Yalan - 2000: Çingenem - 2000: Unuturum - 2000: Hata - 2001: Sensizim - 2001: Akıllı Ol - 2001: Ahdım Olsun - 2001: Benim Dünyam - 2002: Telafi - 2002: Vazgeçmem - 2002: Seni Seviyorum - 2002: Senin Olmaya Geldim - 2002: Sen Yoluna Ben Yoluma (mit Çelik) - 2002: Hak Etmedim (mit Sezgin Büyük) - 2003: Ben Olmayınca (mit Cengiz İmren) - 2003: Sevmekten Gidince (Hintergrundstimme: Yılmaz Erdoğan) - 2003: Ceza Mı - 2003: Alev Alev - 2003: Mümkünse - 2004: Seninle Çok İşim Var - 2004: Hani - 2005: Söyleyin | - 2005: Ben Seçilmem Seçerim - 2005: Tanımam Senden Başka - 2006: Kaçak - 2006: Saygılarımla - 2006: Dertler Benim Olsun - 2006: Seni Sevmediğim Yalan - 2007: İyi Şanslar - 2007: Hayatta Başarılar Diliyorum - 2008: Kızıl Mavi - 2008: Harika - 2008: Evet - 2009: Ölümsüz Aşklar - 2011: Ağlamayacağım - 2011: Beyaz - 2011: Aldırma Deli Gönlüm - 2011: Cumartesi - 2011: Hayrandım - 2011: Yazık - 2011: Severek Öleceğim - 2012: Seni İstiyorum - 2012: Sen Yoluna Ben Yoluma - 2012: Yaparım Bilirsin - 2012: Hovarda - 2012: Dil Yarası - 2013: Gönlümün Efendisi (mit Murat Yeter) - 2014: Meyhaneci (mit Ozan Doğulu) - 2014: Müstehak - 2015: Araftayım - 2015: Neredeydin - 2015: Aynı Aşklar - 2016: Bir Devir Bitti - 2016: Gün Ağardı (mit Murat Boz) - 2019: Âşık - 2019: Gidiniz - 2019: Çabuk Unutma - 2019: Cennet - 2019: Çağırın Gelsin - 2019: Kim Bu Gözlerindeki Yabancı - 2022: Sonsuza Dek (mit Murat Boz) - 2022: Hayat - 2023: İstesen De (mit Ceren Tekinarslan) - 2023: Bodrum - 2023: Bir Sebebi Var - 2023: Mahşer - 2023: Vakitsiz Geldin - 2024: İki Nefes - 2024: Söylemeyin - 2024: Dünden Beri - 2025: Duygularım - 2025: Yüreğimden Tut - 2025: Bir Çift Göz (mit Norm Ender) |

Quelle:

### Gastauftritte
- 1997: İnsanca Yaşamak - Güneşin Parlasın (als Teil des Chors)
- 1998: Bal Dudaklım (von İlker Güneş – im Musikvideo)
- 1998: Mutsuzsun (von Serdar Ortaç – im Musikvideo)
- 2002: Kararsın Dünyam (von Serdar Ortaç – Hintergrundstimme)
- 2005: Psikoloji (von Metin Arolat – Hintergrundstimme)
- 2005: Kabul Et (von Metin Arolat – Hintergrundstimme)

## Filmografie
Serien
- 1993–1994: Tanrı Misafiri
- 1996–1997: Fırtınalar
- 1997: Deli Divane
- 1998: Sen Allahın Bir Lütfusun
- 1999: Affet Beni
- 2006: İmkansız Aşk

## Auszeichnungen
- 1996: Kral Türkiye Müzik Award in der Kategorie Beste Sängerin der türkischen Kunstmusik
- 1997: Kral Türkiye Müzik Award in der Kategorie Beste Sängerin der türkischen Kunstmusik
- 1999: Kral Türkiye Müzik Award in der Kategorie Beste Sängerin der türkischen Kunstmusik
- 2000: Altın Kelebek Award in der Kategorie Beste Fantezi-Musikerin
- 2004: Altın Kelebek Award in der Kategorie Beste Fantezi-Musikerin
- 2007: Kral Türkiye Müzik Award in der Kategorie Beste Fantezi-Musikerin
- 2010: Altın Kelebek Award in der Kategorie Beste Fantezi-Musikerin
- 2012: Altın Kelebek Award in der Kategorie Beste Fantezi-Musikerin
- 2015: Altın Kelebek Award in der Kategorie Beste Fantezi-Musikerin
- 2020: Altın Kelebek Award in der Kategorie Beste Fantezi-Musikerin